# Ермекеевский район
Ермеке́евский райо́н (баш. Йәрмәкәй районы) — административно-территориальная единица (район) и муниципальное образование (муниципальный район) в её границах под наименованием муниципальный район Ермекеевский район (баш. Йәрмәкәй районы муниципаль районы) в составе Республики Башкортостан Российской Федерации.
Административный центр — село Ермекеево, находящееся в 235 км от Уфы.

## Географическое положение и климат
Район расположен в западной части Республики Башкортостан, на Бугульминско-Белебеевской возвышенности, граничит с Республикой Татарстан и Оренбургской областью. Площадь района составляет 1438 км², протяжённость с севера на юг — 68 км, с запада на восток — 24 км. Граничит на западе с Оренбургской областью и Татарстаном, на севере — с Туймазинским, на востоке — с Белебеевским и на юге — с Бижбулякским районами Башкортостана.
Климат района умеренно континентальный, умеренно увлажнённый. По территории района протекают реки Ик, Ря, Тарказы, Кидаш. Преобладают выщелоченные и карбонатные чернозёмы, серые и темно-серые лесные почвы. На долю чернозёмов приходится около 3/4 площади района.
Район входит в пределы Предуральской степной подзоны и отличается сильной остепненностью. Леса из липы, клёна, дуба, берёзы, осины занимают 12,3 % площади района. В недрах выявлены запасы нефти, известняка, песка.

## История
В прошлом территория современного Ермекеевского района входила в состав земель башкир родов байлар и кыр-елан.
До революции район входил в состав Белебеевского уезда, затем — Белебеевского кантона. В 1930 г. на нынешних землях Ермекеевского района был образован Приютовский район, административным центром которого стало село Приютово. В 1932 г. данный район был реорганизован, и часть территорий ликвидированного района отошла к вновь созданному Ермекеевскому району, остальные части отошли к Белебеевскому и Бижбулякскому районам. Территория Ермекеевского района была подвержена частому "перекраиванию": в 1965 г. район вошёл в состав укрупнённого Белебеевского района,  а в 1968 г. восстановлен в своих границах. В 2004 г. п. Приютово, находившийся на территории Ермекеевского района, но административно подчинявшийся Белебеевскому горсовету, включён в состав Белебеевского района. В 2005 г., в результате административно-территориальной реформы Башкортостана, населённые пункты Малоприютово и бывший посёлок плодосовхоза "Приютовский" из состава Ермекеевского района включены в административную черту п. Приютово Белебеевского района.
Район образован 31 января 1935 года из территории части Белебеевского и реорганизованного в 1932 году Приютовского районов. В состав вновь образованного района первоначально входили 24 сельских совета.
В 1950-е годы район входил в зону освоения целинных земель.

## Население
| 2002    | 2008    | 2009    | 2010    | 2012    | 2013    | 2014    | 2015    | 2016    |
| ------- | ------- | ------- | ------- | ------- | ------- | ------- | ------- | ------- |
| 18 205  | ↘16 723 | ↘16 604 | ↗17 162 | ↘16 766 | ↘16 521 | ↘16 193 | ↘16 046 | ↘15 909 |
| 2017    | 2021    |         |         |         |         |         |         |         |
| ↘15 737 | ↘15 259 |         |         |         |         |         |         |         |

Согласно прогнозу Минэкономразвития России, численность населения будет составлять:
- 2024 — 15,48 тыс. чел.
- 2035 — 14,58 тыс. чел.

### Национальный состав
Согласно Всероссийской переписи населения 2010 года: татары — 36,4 %, башкиры — 28,6 %, чуваши — 14,6 %, русские — 11,8 %, мордва — 3,4 %, удмурты — 3 %, лица других национальностей — 2,2 %.
По итогам переписи населения 2020 года проживали следующие национальности (национальности менее 0,1 % и другое см. в сноске к строке «Другие»):
| Национальность | Численность, чел. | Доля     |
| -------------- | ----------------- | -------- |
| Татары         | 5483              | 35,93 %  |
| Башкиры        | 4729              | 30,99 %  |
| Чуваши         | 2069              | 13,56 %  |
| Русские        | 1782              | 11,68 %  |
| Удмурты        | 453               | 2,97 %   |
| Мордва         | 354               | 2,32 %   |
| Таджики        | 130               | 0,85 %   |
| Армяне         | 64                | 0,42 %   |
| Узбеки         | 54                | 0,35 %   |
| Украинцы       | 31                | 0,20 %   |
| Азербайджанцы  | 27                | 0,18 %   |
| Другие         | 83                | 0,55 %   |
| Итого          | 15 259            | 100,00 % |

### Языки
Согласно Всероссийской переписи населения 2010 года: 
татарский язык — 54,8 %, русский язык — 15,3 %, чувашский язык — 13,4 %, башкирский язык — 9,3 %, мордовский язык — 2,8 %, удмуртский язык — 2,8 % .
Согласно Всероссийской переписи населения 2020 года родными языками населения являлись: татарский — 37,6 %, башкирский — 28,8 %, чувашский — 13,5 %, русский — 12,6 %, удмуртский — 2,9 %, мордовский — 2,1 %.

## Административно-муниципальное устройство
В Ермекеевский район как административно-территориальную единицу республики входит 13 сельсоветов.
В муниципальный район входят 13 сельских поселений:
| №  | Сельские поселения            | Административный центр  | Количество населённых пунктов | Население | Площадь, км2 |
| -- | ----------------------------- | ----------------------- | ----------------------------- | --------- | ------------ |
| 1  | Бекетовский сельсовет         | село Бекетово           | 7                             | ↘1147     | 133,89       |
| 2  | Восьмомартовский сельсовет    | село Село имени 8 Марта | 4                             | ↘981      | 126,05       |
| 3  | Ермекеевский сельсовет        | село Ермекеево          | 4                             | ↘4704     | 180,03       |
| 4  | Кызыл-Ярский сельсовет        | село Суерметово         | 4                             | ↘581      | 77,54        |
| 5  | Нижнеулу-Елгинский сельсовет  | село Нижнеулу-Елга      | 4                             | ↘705      | 89,70        |
| 6  | Рятамакский сельсовет         | село Рятамак            | 1                             | ↘705      | 63,59        |
| 7  | Спартакский сельсовет         | село Спартак            | 4                             | ↘1096     | 117,53       |
| 8  | Среднекарамалинский сельсовет | село Средние Карамалы   | 2                             | ↘635      | 86,75        |
| 9  | Старосуллинский сельсовет     | село Старые Сулли       | 2                             | ↗630      | 77,46        |
| 10 | Старотураевский сельсовет     | село Старотураево       | 2                             | ↘903      | 74,86        |
| 11 | Суккуловский сельсовет        | село Суккулово          | 9                             | ↘1737     | 163,09       |
| 12 | Тарказинский сельсовет        | село Тарказы            | 5                             | ↘1036     | 175,06       |
| 13 | Усман-Ташлинский сельсовет    | село Усман-Ташлы        | 3                             | ↘877      | 71,03        |

## Населённые пункты
| №  | Населённый пункт   | Тип                          | Население | Муниципальное образование     |
| -- | ------------------ | ---------------------------- | --------- | ----------------------------- |
| 1  | Абдулкаримово      | село                         | ↘478      | Ермекеевский сельсовет        |
| 2  | Абдулово           | село                         | ↘230      | Старотураевский сельсовет     |
| 3  | Аксаково           | деревня                      | ↗22       | Усман-Ташлинский сельсовет    |
| 4  | Атамкуль           | село                         | ↘104      | Тарказинский сельсовет        |
| 5  | Бекетово           | село                         | ↘477      | Бекетовский сельсовет         |
| 6  | Богородский        | деревня                      | ↘78       | Суккуловский сельсовет        |
| 7  | Большезингереево   | село                         | ↘188      | Нижнеулу-Елгинский сельсовет  |
| 8  | Васильевка         | село                         | ↘7        | Ермекеевский сельсовет        |
| 9  | Верхнеулу-Елга     | село                         | ↘182      | Нижнеулу-Елгинский сельсовет  |
| 10 | Городецкое         | село                         | ↗153      | Бекетовский сельсовет         |
| 11 | Елань-Чишма        | село                         | ↗438      | Суккуловский сельсовет        |
| 12 | Ермекеево          | село, административный центр | ↗4107     | Ермекеевский сельсовет        |
| 13 | Знаменка           | село                         | ↘45       | Восьмомартовский сельсовет    |
| 14 | Ик                 | деревня                      | ↘31       | Тарказинский сельсовет        |
| 15 | Исламбахты         | село                         | ↘446      | Тарказинский сельсовет        |
| 16 | Калиновка          | деревня                      | ↗67       | Суккуловский сельсовет        |
| 17 | Князевка           | деревня                      | ↘59       | Суккуловский сельсовет        |
| 18 | Кожай-Максимово    | село                         | ↗6        | Бекетовский сельсовет         |
| 19 | Кулбаево           | село                         | ↘339      | Кызыл-Ярский сельсовет        |
| 20 | Купченеево         | село                         | ↘445      | Суккуловский сельсовет        |
| 21 | Кушкаран           | деревня                      | →74       | Кызыл-Ярский сельсовет        |
| 22 | Кызыл-Яр           | село                         | ↘72       | Кызыл-Ярский сельсовет        |
| 23 | Ляхово             | деревня                      | ↗12       | Спартакский сельсовет         |
| 24 | Михайловка         | деревня                      | ↗36       | Суккуловский сельсовет        |
| 25 | Нижнеулу-Елга      | село                         | ↘335      | Нижнеулу-Елгинский сельсовет  |
| 26 | Нижние Карамалы    | село                         | ↘336      | Среднекарамалинский сельсовет |
| 27 | Никитинка          | деревня                      | ↘6        | Суккуловский сельсовет        |
| 28 | Новоермекеево      | деревня                      | ↘85       | Спартакский сельсовет         |
| 29 | Новониколаевка     | деревня                      | ↘74       | Нижнеулу-Елгинский сельсовет  |
| 30 | Новотураево        | село                         | ↘269      | Бекетовский сельсовет         |
| 31 | Новошахово         | село                         | ↘262      | Восьмомартовский сельсовет    |
| 32 | Новые Сулли        | село                         | ↘290      | Старосуллинский сельсовет     |
| 33 | Новый              | село                         | ↘313      | Бекетовский сельсовет         |
| 34 | Пионерский         | село                         | ↘220      | Спартакский сельсовет         |
| 35 | Райманово          | деревня                      | ↘24       | Суккуловский сельсовет        |
| 36 | Рятамак            | село                         | ↘705      | Рятамакский сельсовет         |
| 37 | Село имени 8 Марта | село                         | ↘778      | Восьмомартовский сельсовет    |
| 38 | Семено-Макарово    | село                         | ↗332      | Ермекеевский сельсовет        |
| 39 | Спартак            | село                         | ↘924      | Спартакский сельсовет         |
| 40 | Средние Карамалы   | село                         | ↘403      | Среднекарамалинский сельсовет |
| 41 | Старотураево       | село                         | ↗771      | Старотураевский сельсовет     |
| 42 | Старошахово        | село                         | ↘419      | Усман-Ташлинский сельсовет    |
| 43 | Старые Сулли       | село                         | ↘342      | Старосуллинский сельсовет     |
| 44 | Суерметово         | село                         | ↘166      | Кызыл-Ярский сельсовет        |
| 45 | Суккулово          | село                         | ↘777      | Суккуловский сельсовет        |
| 46 | Сысоевка           | деревня                      | →1        | Бекетовский сельсовет         |
| 47 | Талды-Булак        | деревня                      | ↘44       | Восьмомартовский сельсовет    |
| 48 | Тарказы            | село                         | ↘731      | Тарказинский сельсовет        |
| 49 | Усман-Ташлы        | село                         | ↘541      | Усман-Ташлинский сельсовет    |
| 50 | Хорошовка          | деревня                      | ↗5        | Бекетовский сельсовет         |
| 51 | Чулпан             | деревня                      | ↘12       | Тарказинский сельсовет        |

## Экономика
Основная отрасль экономики района — сельское хозяйство, специализируется на возделывании зерновых культур, сахарной свёклы, подсолнечника и на разведении молочно-мясного скота и овец.

## Транспорт
Территорию района на юге пересекает железная дорога Москва — Челябинск, автомобильные дороги связывают район с городами Октябрьский,Белебей,Туймазы, Уфа, пгт. Приютово.

## Социальная сфера
В районе действуют 11 общеобразовательных школ, в том числе 8 средних, профессиональное училище, детская музыкальная школа, 26 массовых библиотек, 38 клубных учреждений, центральная районная и 3 сельские участковые больницы. Два раза в неделю издаётся районная газета «Ярмәкәй яңалыклары»/«Ермекеевские новости» на татарском и русском языках.